# Rhyncophoromyia nearctica
Rhyncophoromyia nearctica är en tvåvingeart som beskrevs av Borgmeier 1963. Rhyncophoromyia nearctica ingår i släktet Rhyncophoromyia och familjen puckelflugor.
Artens utbredningsområde är Michigan. Inga underarter finns listade i Catalogue of Life.